# Sainbajaryn Dschambaldschamts
Sainbajaryn Dschambaldschamts (mongolisch Сайнбаярын Жамбалжамц, englische Transkription Jambaljamts Sainbayar; * 4. September 1996 in Ulaanbaatar) ist ein mongolischer Radrennfahrer.

## Sportlicher Werdegang
Dschambaldschamts begann im Alter von 15 Jahren mit dem Radsport. Aufgrund der klimatischen Verhältnisse seiner Heimat musste er im Winter bei bis zu −25° draußen trainieren. Als Junior vertrat er die Mongolei erstmals 2014 bei den Asienmeisterschaften. Nachdem er sich in der U23 bei mehreren Rennen der nationalen Kalender in Asien ausgezeichnet hatte, erhielt er 2018 einen Profivertrag bei RTS-Monton Racing, einem Continental Team, das hauptsächlich in der UCI Asia Tour unterwegs war. Dadurch konnte er Rennen auf höherem Niveau fahren, gewann die mongolische Meisterschaft in der U23 und vertrat sein Land erstmals bei den Weltmeisterschaften.
2019 erzielte er seinen ersten Sieg im internationalen Rennkalender, als er bei der Tour of Fuzhou eine Etappe gewann. Im Jahr darauf legte die Corona-Pandemie den Radsport und damit auch seine Karriere weitgehend lahm. Seinen vorerst größten Erfolg hatte er im Jahr darauf, als er die Gesamtwertung bei der Tour of Thailand gewann.
2022 und 2023 wurde Dschambaldschamts mongolischer Meister im Einzelzeitfahren bzw. im Straßenrennen der Elite, außerdem gewann er Medaillen bei den Asienmeisterschaften beider Jahre sowie bei den Asienspielen 2022 und belegte weitere vordere Plätze bei Rennen in Asien. Ein Achtungserfolg war sein neunter Platz in der Tour de Langkawi 2022, einem Rennen der UCI ProSeries 2022, an dem sechs WorldTeams beteiligt waren.
Für 2024 erhielt Dschambaldschamts einen Vertrag bei Burgos-BH, einem spanischen ProTeam; er war damit der erste professionelle Fahrer in der mongolischen Radsportgeschichte. Für sein neues Team fuhr er hauptsächlich Rennen in Asien; im Juni wurde er zum zweiten Mal Landesmeister im Einzelzeitfahren und vertrat sein Land anschließend bei den Olympischen Spielen im Straßenrennen sowie im Einzelzeitfahren.

## Erfolge
2018
- Mongolischer Meister (U23) – Straßenrennen
- Asienmeisterschaften (U23) – Straßenrennen

2019
- eine Etappe Tour of Fuzhou
- Punktewertung Tour of Xingtai

2021
- Gesamtwertung Tour of Thailand
- Kahramanmaraş Grand Prix

2022
- Mongolischer Meister – Einzelzeitfahren
- Asienmeisterschaften – Mannschaftszeitfahren
- Asienmeisterschaften – Straßenrennen
- Grand Prix Develi
- eine Etappe Tour of Sakarya

2023
- Mongolischer Meister – Straßenrennen
- Asienmeisterschaften – Einzelzeitfahren
- Asienspiele – Straßenrennen
- eine Etappe Tour of Huangshan
- eine Etappe Tour of Iran-Azerbaijan

2024
- Mongolischer Meister – Einzelzeitfahren

2025
- Asienmeisterschaften – Straßenrennen
- Mongolischer Meister – Einzelzeitfahren